# Charles de Challant
Charles de Challant  (mort en 1518/1520) ecclésiastique de  la maison de Challant. Il accumule les bénéfices dans le contexte du régime de la commende. Bien qu'élu évêque en 1511 par le Chapitre de Chanoines de la Cathédrale d'Aoste, il ne peut faire accepter cette décision par le Saint-Siège.

## Biographie

### Origine
Charles de Challant est le troisième fils de Louis de Challant 4e comte de Challant et de son épouse Marguerite de Seyssel de La Chambre il est destiné à la vie religieuse et devient protonotaire apostolique.

### Carrière religieuse
Charles de Challant est très jeune nommé Prévôt commendataire du prieuré Saint-Gilles de Verrès qu'il conserve de 1484 à 1518. Il est aussi recteur de Saint-Ambroise d'Ivrée et également nommé Prévôt commendataire de Saint-André de Bellentre par lettre patente du 23 décembre 1486 et vicaire de Saint-Pierre d'Albigny-sur-Saône en 1491. En 1504, l'évêque d'Aoste François de Prez qui avait été nommé en opposition à son cousin Georges de Challant souhaite l'associer comme coadjuteur mais ce projet n'est pas accepté par le Saint-Siège.
Charles de Challant continue néanmoins à accumuler les bénéfices ecclésiastiques. À la mort de Georges de Challant, il lui succède en 1509 comme prieur commendataire de la collégiale de Saint-Ours d'Aoste. Le 22 mai 1511. Après le décès de l'évêque François de Prez, le Chapitre de Chanoines de la cathédrale d'Aoste l'élit à l'unanimité évêque d'Aoste avec l'accord du duc Charles III de Savoie et de l'Archevêque de Tarentaise. Le Pape Jules II refuse le fait accompli et impose le 22 août 1511 son candidat Ercole d'Azeglio comme évêque. Le vote des chanoines et officiellement cassé. Charles de Challant devient en 1517 curateur et gouverneur de son neveu René de Challant. Il reçoit le 8 avril 1518 la concession des mines de Verrès et d'Issogne mais il meurt peu après. Il est à l'origine de l'érection du campanile de Verrès en 1512.